# 63-й Вирджинский пехотный полк
63-й вирджинский пехотный полк (The 63rd Virginia Volunteer Infantry Regiment) — пехотный полк, набранный в штате Вирджиния для армии Конфедерации во время Гражданской войны в США. Он сражался в основном на Западе, в Теннесси и Джорджии.
Полк был сформирован в городе Абингдон 24 мая 1862 года. Его первым командиром стал полковник Джон Мак-Махон.
В 1863 году полком командовал майор Джеймс Френч — при нем полк участвовал в сражении при Чикамоге, где числился в Теннессийской армии, в дивизии Уильяма Престона, в бригаде Джона Келли. Позже полк сражался под Чаттанугой, прошёл всю битву за Атланту, и сдался федеральным войскам 26 апреля 1865 года в Северной Каролине.